# Tommaso Salvini
Tommaso Salvini (født 1. januar 1829 i Milano, død 31. december 1915 i Firenze) var en italiensk skuespiller.
Salvini var barn af skuespillere og begyndte purung sin teaterbane som deklamerende romantiker uden at vinde frem i første række, men brød så — efter i en periode af have tilhørt privatlivet — med al konvention i sit spil, hvis virkninger nu beroede på fortættet lidenskab og spændstig energi i diktionen. Han gik nu fra sejr til sejr; Hamlet, Kong Lear, Romeo hørte med til hans repertoire, og navnlig blev hans fremstilling af Othello berømt, da han fra midten af 1860'erne optrådte på de store verdensteatre i Europa og Amerika (til Norden kom han aldrig), hvor alle bøjede sig for temperamentet og det dybt alvorlige i hans kunst. Trods den bestandige omflakken bevarede han den geniale magtfuldkommenhed i sit spil; Zola hilste ham som en forkynder af naturalismen, og Adelaide Ristori regnede ham for Italiens ypperste skuespiller. Ved en mindeforestilling for hende 1906 optrådte Salvini sidste gang, og da han fejrede sin 80-års dag, tildelte regeringen ham en medalje med indskriften: "Tommaso Salvini, en ære for den dramatiske kunst og for Italiens navn". Han udgav 1895 i Milano Ricordi, aneddoti ed impressioni. Sønnen Gustavo Salvini og sønnesønnen Alessandro Salvini var kendte skuespillere i Italien.